# Jörg Maywald
Jörg Maywald (* 1955) ist ein deutscher Soziologe, Pädagoge und Hochschullehrer.

## Leben
Nach dem Abitur 1974 am Berthold-Gymnasium Freiburg studierte Maywald von 1974 bis 1979 Soziologie, Psychologie und Pädagogik an der FU Berlin. Während des Studiums, das er mit dem Diplom in Soziologie abschloss, war Maywald Stipendiat der Studienstiftung des deutschen Volkes. In den Jahren 1979 bis 1986 war Maywald sozialpädagogischer Mitarbeiter in einer Kinderwohngruppe des Kinderschutz-Zentrums Berlin e. V. – dessen Mitgründer er ist – im Rahmen eines vom Bundesfamilienministeriums durchgeführten Modellprojekts „Hilfen für Kinder in Notlagen.“ Von 1986 bis 1988 leitete er an der französischen École Expérimentale de Bonneuil eine Wohngruppe. 1986–1997 absolvierte Maywald als Luftbrückenstipendiat ein Postgraduiertenstudium an der École des hautes études en sciences sociales. In den Jahren 1988 bis 1990 erhielt er ein Promotionsstipendium der Studienstiftung des deutschen Volkes und von 1988 bis 1991 war Maywald Lehrbeauftragter an der FU Berlin und an der Alice Salomon Hochschule Berlin. Im Anschluss leitete er bis 1994 das Bundesfamilienministerium-Projekt „Förderung des Pflegekinderwesens in den neuen Bundesländern“. Im Jahr 1996 promovierte Maywald an der FU Berlin mit einer Dissertation über das Thema „Zwischen Trauma und Chance. Trennungen von Kindern im Familienkonflikt“. Seit Januar 2011 ist Maywald Honorarprofessor für Kinderrechte und Kinderschutz an der Fachhochschule Potsdam.
Maywald war von 1995 bis Februar 2021 Geschäftsführer der Deutschen Liga für das Kind in Familie und Gesellschaft e. V. Zudem ist er seit 2002 Sprecher der National Coalition Deutschland - Netzwerk zur Umsetzung der UN-Kinderrechtskonvention und seit 2019 Mitglied im Bundesjugendkuratorium. Zudem war er Mitglied im Studienbeirat der Nationalen Untersuchung zur Bildung, Betreuung und Erziehung in der frühen Kindheit.

## Schriften (Auswahl)
- Zwischen Trauma und Chance. Trennungen von Kindern im Familienkonflikt, 2., veränd. Aufl., Lambertus, Freiburg im Breisgau 2002, ISBN 978-3-7841-1320-3.
- Kindeswohlgefährdung – erkennen, einschätzen, handeln, Herder, Freiburg im Breisgau 2009, ISBN 978-3-451-00114-7.
- Kinderschutz in der Kita. Ein praktischer Leitfaden für Erzieherinnen, Herder, Freiburg/Basel/Wien 2009, ISBN 978-3-451-32307-2.
- Kinderrechte in der Kita. Kinder schützen, fördern, beteiligen, Herder, Freiburg/Basel/Wien 2016, ISBN 978-3-451-34850-1.